# Schaludok

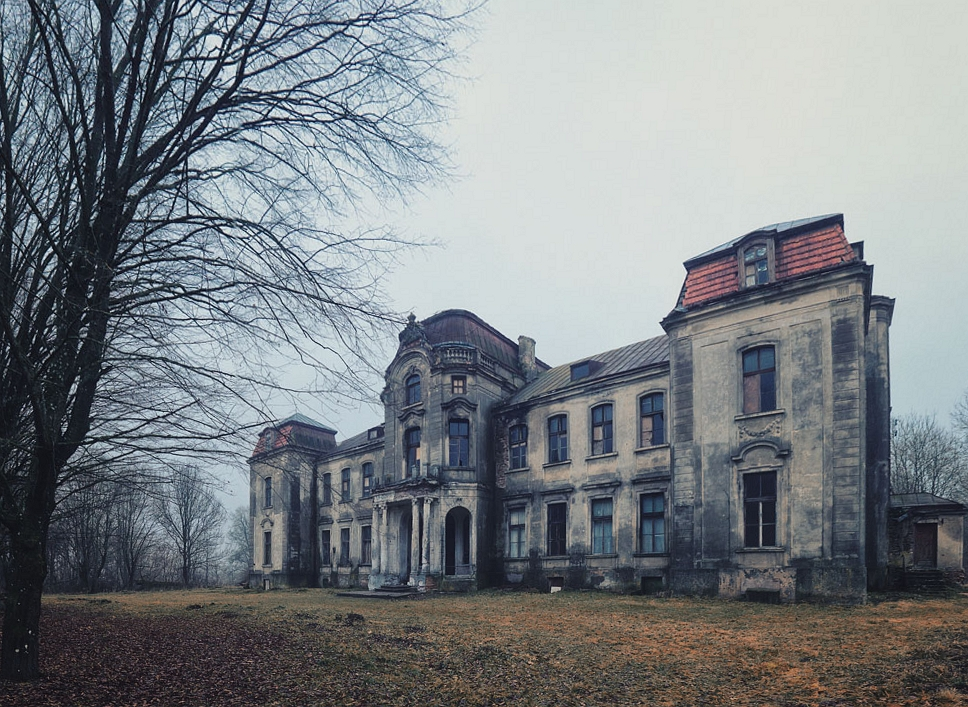
Schloss Czetwertyński

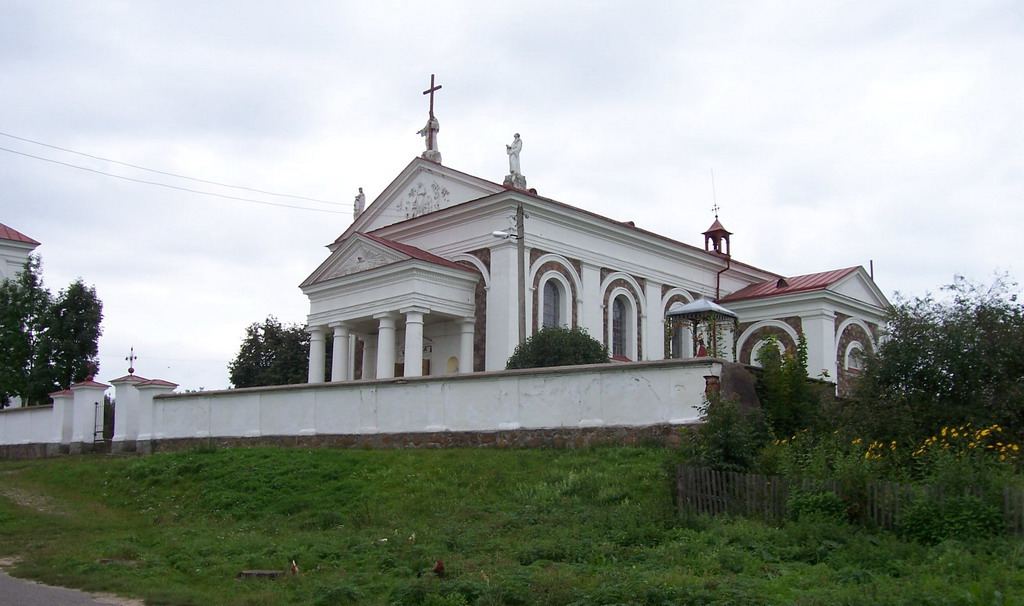
Mariä-Himmelfahrt-Kirche

Schaludok (belarussisch Жалудок, polnisch Żołudek) ist eine Siedlung städtischen Typs in Belarus mit 1300 Einwohnern (2010).

## Geschichte
Die erste Erwähnung des Dorfes stammt aus der zweiten Hälfte des fünfzehnten Jahrhunderts. Es gehörte damals dem Großfürsten von Litauen. Im Jahr 1486 wurde das Dorf zur Minderstadt erhoben. 1490 stiftete Kasimir IV. Jagiełło eine Kirche. Ab 1567 war die Stadt das administrative Zentrum der Grafschaft in der Region Vilnius des Großfürstentums Litauen. Im Februar 1706 hielt sich während des Großen Nordischen Krieges der schwedische König Karl XII. hier auf. Im 18. Jahrhundert gehörte Schaludok dem baltischen Adelsgeschlecht derer von Tiesenhausen. Im Jahre 1795 wurde es nach der dritten polnischen Teilung Teil des Russischen Reiches. Die letzten Besitzer waren die Fürsten Czetwertyński, für die Władysław Marconi im Jahr 1908 ein Schloss errichtete.
Nach dem Polnisch-Sowjetischen Krieg 1921 lag Schaludok innerhalb der Grenzen der Zweiten Polnischen Republik in der Woiwodschaft Nowogródek. Die Stadt hatte 274 Häuser sowie den Gutshof, der bis 1939 im Besitz der polnischen Adelsfamilie Czetwertyński blieb. Im Zuge der sowjetischen Invasion in Polen wurde Schaludok am 19. September 1939 durch die Rote Armee besetzt. Ab dem 2. November 1939 gehörte es zur Weißrussischen Sozialistischen Sowjetrepublik. Im Jahr 1940 erhielt Schaludok den Status einer Siedlung städtischen Typs und wurde das administrative Zentrum der Region. Im Juni 1941 wurde Schaludok von der deutschen Wehrmacht besetzt und 1944 von der sowjetischen Armee zurückerobert. Seit dem Zerfall der Sowjetunion 1991 gehört es zu Belarus.

### Einwohnerentwicklung
- 1897 hatte der Ort 1860 Einwohner.[2]
- Nach einer allgemeinen Beschreibung aus dem Jahr 1921 wohnten in der Stadt 1552 Personen, davon 994 Polen, 538 Juden und 19 Weißrussen. Zum Judentum bekannten sich 1053, 467 zum Katholizismus und 31 zum orthodoxen Glauben. Ein Einwohner war evangelisch. In den Vorwerken lebten 242 Einwohner; 238 Polen und 4 Weißrussen. 204 davon waren katholischen, 21 orthodoxen und 17 jüdischen Glaubens.[3]

## Sehenswürdigkeiten
- Von dem Architekten Władysław Marconi für Wladimir Czetwertyński entworfene Schloss- und Parkanlage aus dem Jahr 1908. Das im Neobarock erbaute Schloss ist ein monumentales zweistöckiges Gebäude mit einem hohen Mansarddach mit Gauben. Samt den umliegenden Gebäuden ist es verlassen und verfällt allmählich.
- Mariä-Himmelfahrt-Kirche von 1854